# Leviathan (gruppo musicale)
I Leviathan sono una one-man band black metal creata nel 1998 da Jef Whitehead (in arte Wrest), che si occupa di tutti gli strumenti e della voce. Le tematiche della band variano dal suicidio all'occultismo, dalla morte alla malinconia. Wrest ha collaborato con i Sunn O))) e fa parte anche di un side project black metal chiamato Twilight. Jef Whitehead ha anche un'altra identità musicale, i Lurker of Chalice, dove suona anche in esso black metal e si occupa di tutti gli strumenti.

## Formazione
- Jef Whitehead (in arte "Wrest") - voce, chitarra, basso, tastiere, pianoforte, effetti, batteria.

## Discografia

### Album in studio
- 2003 - The Tenth Sub Level of Suicide
- 2004 - Tentacles of Whorror
- 2006 - The Speed of Darkness
- 2006 - The Blind Wound
- 2008 - Massive Conspiracy Against All Life
- 2011 - True Traitor, True Whore
- 2015 - Scar Sighted

### Raccolte
- 2002 - Verräter (disco doppio)
- 2005 - Demos Two Thousand
- 2005 - A Silhouette in Splinters
- 2005 - Howl Mockery At The Cross

### Split album
- 2003 - Live In Eternal Sin/The Speed Of Darkness (con gli Iuvenes)
- 2004 - Crebain/Leviathan (con i Crebain)
- 2004 - Black Metal Against the World
- 2004 - Xasthur/Leviathan (con gli Xasthur)
- 2005 - Portrait in Scars (con i Blackdeath)
- 2006 - Leviathan/Sapthuran (con i Sapthuran)
- 2009 - Sic Luceat Lux (con gli Acherontas)

### Demo
- 1998 - THREE (Demo 3)
- 1998 - Time End
- 2000 - MisanthropicNecroBlasphemy
- 2000 - Seven & Slaveship
- 2000 - Shadows of No Light
- 2000 - Video Brolo (Demo 8)
- 2001 - Howl Mockery at the Cross
- 2001 - Intolerance (XI)
- 2001 - Nine (Inclement Derision)
- 2001 - Sacrifice Love at the Altar of War
- 2001 - Ten
- 2002 - The 10th Sub Level of Suicide
- 2002 - White Devil, Black Metal
- 2002 - XV